# De usårlige betjente
"De usårlige betjente" er en dansk dokumentarserie i fire afsnit oprindeligt sendt på Danmarks Radio i 2020 med politibetjent og terapeut Michael Molin som hovedperson .
Michael Molin  er gennemgående vært i fire programmer om den tavshedskultur, der hersker i politiet. Efter en karriere i forreste linje hos Politiet i 17 år, fortæller Michael Molin i programmerne om mange af de voldsomme oplevelser en politimand kan komme ud for, og om tavshedskulturen i politiet, som efterlader mange med PTSD. Michael er selv ramt af PTSD, og møder i programmerne en række betjente, der har ar på sjælen .

## Michael Molin
Michael Molin er stadig en del af politiet men driver egen terapeutiske praksis på Frederiksberg ved siden af, hvor han er specialiseret inden for krise- og psykisk traumebearbejdning samt andre terapiformer, herunder blandt andet Gestaltterapi og neurolingvistisk programmering (NLP). Han er desuden rehabiliterings & træningsterapeut.

## Eksterne referencer
- https://www.impacttv.dk
- https://www.dr.dk/drtv/serie/de-usaarlige-betjente_197616